# Lymeon ariolator
Lymeon ariolator là một loài tò vò trong họ Ichneumonidae.